# Tábor Béla
Tábor Béla, Grünberg (Budapest, Józsefváros, 1907. június 4. – Budapest, 1992. december 10.) magyar író, műfordító, filozófus. Mándy Stefánia (1918–2001) férje, Tábor Ádám (1947–) és Tábor Eszter (1952–) apja, Szinnai Tivadar műfordító, író testvére. A Budapesti Dialogikus Iskola egyik alapítója.

## Életpályája

### 1945-ig
Grünberg Farkas (1860–1935) tanító, könyvelő és Lebovics Éva (1866–1921) fiaként született. 1925-ben érettségizett. 1926–1940 között német-angol levelező volt különböző magáncégeknél. 1930-ban kezdődött munkakapcsolata Szabó Lajossal. A harmincas évek elején Szabó Lajos, Justus Pál, Szirtes Andor, Partos Pál és Heinlein Károly mellett egyik szellem vezetője volt a bolsevizmussal és a kapitalizmussal egyaránt szemben álló illegális forradalmi szocialista mozgalomnak, az oppozíciónak. A politikai rendőrség több ízben letartóztatta, 1932-től évekig rendőri felügyelet alá helyezték, melynek megszegéséért 1934-ben egy hónapi toloncházra ítélték.
1932-től Szabó Lajossal együtt már nemcsak a direkt politikai praxist, hanem a marxizmus elméleti kereteit is szűknek érezve egyre élesebben fogalmazták meg kritikájukat. Ebben az időben fokozottan érdeklődtek a mélylélektan iránt; kapcsolatba léptek annak egyik legjobb hazai marxista ismerőjével, Békefi Zoltánnal, aki hatásukra rövidesen szakított az illegális kommunista párttal, melynek tagja volt. A következő évtizedben ők hárman szoros szellemi munkaközösséget alkotnak. Az évtized közepére Szabó, Tábor és Békefi útja teljesen elvált a marxizmustól. Az Ó- és Újszövetség olvasása, Schmitt Jenő Henrik neognózisa, a görög és az indiai hagyomány valamint a klasszikus német filozófia, továbbá a nietzschei és a kierkegaard-i egzisztencializmus feldolgozásán keresztül eljutnak a dialogikus gondolkodók - Franz Rosenzweig és Ferdinand Ebner biblicizmusához.
1936-ban Szabó Lajos javaslatára – eredeti tervük szerint a Szellemi Együttműködési Liga budapesti konferenciájára időzítve – Tábor és Szabó megírták és publikálták a Vádirat a szellem ellen című közös könyvüket. A könyvről a Nyugatban Szerb Antal, a Szép Szóban pedig Fejtő Ferenc írt méltató kritikát; Hamvas Béla tanulmányát a Válasz nem közölte, az az Életünk Szabó Lajos különszámában jelent meg először 1989-ben.
1937-ben Tábor házasságot kötött Balázs Rózsival. Ugyanebben az évben születtek meg a Bevezető fejezetek a valóság őstörténetéhez c. főműve első fogalmazványai. 1940-ben meghalt Balázs Rózsi, ő maga előbb Szabó Lajossal Nagykátán, majd Balatonaligán teljesített munkaszolgálatot. 1942–44 között pedig a második világháborúban volt munkaszolgálatos a keleti fronton. 1944 decemberétől '45 júniusáig német koncentrációs táborokba került. Theresienstadtban szabadult fel, néhány hétig a holokauszt következtében árván maradt gyerekek számára létrehozott átmeneti otthon, a Kinderheim vezetője volt.

### 1945 után
1945-ben házasságot kötött Mándy Stefániával. 1945–1947 között miniszterelnökségi sajtóelőadóként, 1948-1950 között magántisztviselőként dolgozott. 1951-től műfordítóként kereste kenyerét. Saját művet a kommunizmus ideje alatt 1989-ig nem publikálhatott. Közben folyamatosan írt. Munkája fókuszában a Bevezető fejezetek a valóság őstörténetéhez című mű áll. Ennek első fejezete még életében megjelent, a többi publikálása csak halála után kezdődött meg.
Tábor Béla és Szabó Lajos lényegében a háború utáni években rakták le a Budapesti Dialogikus Iskola alapjait.
Ezekben az években szorosan együttműködtek az író és esszéista Hamvas Bélával és szorosabb kapcsolat alakult ki Fülep Lajossal is. Előbbivel már 1945 végén megkezdődött „munkaközösségük”, rendszeres beszélgetéseik „Csütörtöki beszélgetések” néven vált ismertté, ezen hármójuk mellett Mándy Stefánia és Kemény Katalin (Hamvas Béla felesége) vettek részt.
A diktatúra ideje alatt feleségével műfordításból tartották fent magukat. Legfőbb tevékenysége a teoretikus munka és írás, valamint a szűkebb és tágabb szellemi köréhez tartozókkal folytatott rendszeres négyszemközti teoretikus és pneumatologikus beszélgetések voltak. 1956-92 között folyamatosan tartott magánszemináriumokat - a hetvenes években ezek címe Preszókratikus szeminárium - képzőművészek, írók és természettudósok két generációjának. Az Őstörténet témaköreiben logosz-, személyiség- és szimbólumelméleti kutatásairól adott elő és vezet beszélgetéseket. Ezek keretében - a résztvevők érdeklődési körének megfelelően - a hatvanas-hetvenes években előtérbe kerültek a modern művészet, a nyolcvanas években a modern tudomány problémái. A szemináriumok és kötetlenebb beszélgetések résztvevői ugyanis költők, írók, képzőművészek majd tudósok voltak: így felesége, Mándy Stefánia, a festő Vajda Júlia, a szobrász Jakovits József, a festő Bálint Endre és felesége, Bálint Iri, Kotányi Attila, a festő Veszelszky Béla, az építész Kunszt György, a festő Gedő Ilka, a biokémikus, Joyce-fordító Bíró Endre, Bíró Gábor, az író Vörös László, majd később, Tábor Ádám, Surányi László, Isztray Botond, Horváth Ágnes, Bíró Dániel, Schneller István, Adamik Lajos és Márton László.
Hatalmas hagyatékának sajtó alá rendezése folyamatban van, eddig megjelent részeit l. alább.

## Művei
- Vádirat a szellem ellen (Szabó Lajossal 1936), 2. kiadás Tábor Béla utószavával (1991)
- A zsidóság két útja (1939), 2. kiadás Tábor Béla utószavával (1990)
- Személyiség és logosz, bevezető és kommentárok a valóság őstörténetéhez (a hagyatékból közr. Tábor Ádám) (2003)
- Kísértés és bűn (1972, megjelent 2004, közr. Surányi László és Tábor Ádám)
- Anselmus istenérve és Nietzsche istenkísértése (közr. Surányi László és Tábor Ádám, 2010)
- Megismerni: teret teremteni (közr. Surányi László és Tábor Ádám, 2010)
- Mit jelent kérdezni? - az 1971-es Preszókratikus szeminárium bevezetője (2013)

## Műfordításai
- N. Heribert-Nilsson: A fejlődés gondolata és a modern biológia (1945)
- J. Strachey: A társadalmi hitel (1945)
- P. A. Sarija: A kommunista erkölcs néhány kérdése (Mándy Stefániával, 1951)
- D. M. Trosin: A fejlődés dialektikája a micsurini biológiában (1951)
- E. H. S. Burhop: Mit hozhat az atomenergia az emberiségnek? (Mándy Stefániával, 1952)
- I. Sz. Csigarjov: A Szovjetunió Kommunista /bolsevik/ Pártjának 14. kongresszusa (Mándy Stefániával, 1952)
- M. M. Sejnman: Vatikán a második világháborúban (Mándy Stefániával, 1952)
- A. F. Siskin: A burzsoá erkölcs - az imperialista reakció fegyvere (Gellért Györggyel, 1952)
- V. Poltorackij: Úton és otthon (regény, Mándy Stefániával, 1952)
- D. A. Furmanov: Felejthetetlen napok és más elbeszélések (Brodszky Erzsébettel, 1953)
- J. S. Allen: Atomimperializmus (Mándy Stefániával, 1953)
- M. Rozental-P. Jugyin: Filozófiai lexikon (Mándy Stefániával, 1953)
- I. Vasziljev: Török "semlegesség" a második világháborúban (1953)
- I. Valentyinov: Afrikai történetek (elbeszélések, 1953)
- V. M. Zimenko: A szovjet arcképfestészet (Mándy Stefániával, 1953)
- V. Minarjev: A kárhozottak titkos fegyvere (Mándy Stefániával, 1954)
- I. A. Goncsarov: Hétköznapi történet (regény, 1955)
- P. Nyikiforov: Életre-halálra (regény, 1955)
- A. Szerafimovics: Vasáradat (regény, Mándy Stefániával, 1955)
- Sz. Ajni: Bokhara (regény, 1956)
- A. N. Tolsztoj: Garin mérnök hiperboloidja (tudományos-fantasztikus regény, 1957)
- J. Slocum: Vitorlával a föld körül (útleírás, 1958)
- E. Strittmatter: Apja még nincs (ifjúsági regény, 1958)
- M. Gorkij: A kán meg a fia (elbeszélések, 1959)
- A. I. Kuprin: Párbaj (kisregény, 1959)
- L. N. Tolsztoj: Szevasztopol (elbeszélések, 1960)
- W. Willis: Hét kicsi nővér. Tutajjal a Csendes-óceánon (útiélmények, 1960)
- Sz. M. Golicin: Negyven elszánt kutató (ifjúsági regény, 1961)
- A. I. Kuprin: Cirkusz (kisregény, 1963)
- M. Gorkij: Az áruló (elbeszélés, 1965)
- Sz. P. Zlobin: Nyomtalanul eltűntek (regény, 1967)
- K. Fegyin: Rendkívüli nyár (regény, 1968)
- V. N. Figner: Vihar Oroszország felett (visszaemlékezések, 1968)
- V. N. Szjomin: Heten egy házban (kisregény, 1970)
- V. N. Lazarev: Középkori orosz festészet (Mándy Stefániával, Juhász Józseffel, 1975)
- V. N. Lazarev: Bizánci festészet (1979)